# 가스파르 루비오
가스파르 루비오 메히아(스페인어: Gaspar Rubio Mejía; 1907년 12월 14일, 발렌시아 주 세라 ~ 1983년 1월 3일, 멕시코 시)는 스페인의 전직 축구 선수이자 감독으로, 선수 시절 공격수로 활약하였다.

## 클럽 경력
루비오는 발렌시아 주 세라 출신으로, 5년 동안 61번의 라 리가 경기에 출전해 37골을 기록했는데, 그 동안 그는 레알 마드리드 (1928–30), 발렌시아 (1934–35), 무르시아 (1940–41), 그리고 그라나다 (1942-43)를 거쳤다. 레알 마드리드 소속으로, 그는 75번의 공식 경기에 출전하여 72번 골망을 흔들었다. 1930-31 시즌, 그는 잠깐 쿠바의 후벤투드 아스투리아나와 멕시코의 레알 클루브 에스파냐에서 활약하였다.
그에게는 목말뼈의 제왕(El rey del astrágalo)이라는 별칭이 붙었는데, 이는 그가 발뼈 통증을 안고 투혼을 벌였기 때문이었다. 루비오는 이후 선수 겸 감독으로 활약한 것을 포함해 몇몇 구단을 이끌었다. 그러나, 1부 리그에서 감독을 맡았던 적은 없다. 1957년, 그는 멕시코로 건너가 훗날 축구계에서 은퇴한 후 정착했는데, 그 전에 그는 아틀란테와 데포르티보 톨루카를 지도했다.

## 국가대표팀 경력
루비오는 스페인 국가대표팀 경기에 1년도 안 되는 기간 동안 4번의 국가대표팀 경기에 출전해 9골을 기록했다. 이 중 7번의 첫 경기와, 두 번째 경기에서 나왔는데, 5-0으로 이긴 포르투갈전과 8-1로 이긴 프랑스전에서 나왔다.
루비오는 잉글랜드의 브리튼 제도 밖에서의 첫 패배에 크게 관여했는데, 1929년 5월 15일에 마드리드에서 열린 경기에서 2골을 넣어 4-3 승리를 견인했다.

## 최후
1983년 1월 3일, 루비오는 멕시코 시에서 향년 75세로 영면에 들었다.